# Frédéric Serve
Frédéric Serve est un directeur de la photographie français, né en 1972 à Marseille.

## Biographie
Né en 1972, Frédéric Serve a - en plus d'un cursus scientifique - suivi des études universitaires de cinéma à l’université Paris 1, ainsi que des études d’histoires de l’art à l’université de Tours. Il rentre par la suite à l’école nationale supérieure Louis-Lumière pour en sortir en 1999, diplômé. Après une carrière comme premier assistant opérateur, il devient chef opérateur de longs métrages et de documentaires dès 2008. En parallèle, il fonde la société de production Qualia films avec Grégoire Jean-Baptiste, Benjamin de Lajarte et Selim Azzazi. Depuis 2003, ils ont produit ou coproduit une quinzaine de films. Il intègre l’AFC (Association française des directrices et directeurs de la photographie cinématographique) en 2016.
Frédéric Serve a écrit et réalisé un moyen métrage (produit par Qualia films et Arte) intitulé Enterrez nos chiens  et apparaît également comme co-scénariste de longs métrages (notamment, Le bonheur est pour demain de Brigitte Sy en 2023).
Il est l'auteur de deux essais : le premier, "L'ADN du récit" explore le fonctionnement de la narration au cinéma ; le second "Réflexions autour de la composition d'une image" étudie le fonctionnement de la composition et de ses lois.
Il partage régulièrement son savoir de directeur de la photographie en intervenant dans de nombreuses écoles, comme 3IS, l'ESRA, La Femis, l'école nationale supérieure Louis-Lumière...

## Filmographie (sélection)
- 2002 : De Profundis de Laetita Mikles et Olivier Ciechelski
- 2003 : La Case de l'oncle Doc, série, 1 épisode
- 2005 : Tout refleurit d'Aurélien Gerbault
- 2008 : Un sourire malicieux éclaire son visage de Christelle Lheureux
- 2009 : Enterrez nos chiens de Frédéric Serve
- 2010 : Les Mains libres de Brigitte Sy
- 2010 : En attendant le vote de Missa Hébié
- 2011 : La Fin du silence de Roland Edzard
- 2011 : 93 La Belle Rebelle de Jean-Pierre Thorn
- 2013 : Les Jeux des nuages et de la pluie de Benjamin de Lajarte
- 2013 : Les Interdits d'Anne Weil et Philippe Kotlarski
- 2015 : L'Astragale de Brigitte Sy
- 2015 : Cosmodrama de Philippe Fernandez
- 2016 : Le Train de sel et de sucre (Comboio de Sal e Açúcar) de Licinio Azevedo
- 2021 : Or de lui de Baptiste Lorber
- 2023 : Le bonheur est pour demain de Brigitte Sy

## Distinctions
- Festival La Cabina 2010 : Prix du Meilleur Film pour Enterrez nos chiens
- Festival La Cabina 2010 : Prix du Meilleur Scénario pour Enterrez nos chiens
- Journées cinématographiques de Carthage 2017 : Prix de la Meilleure Image pour Le Train de sel et de sucre

## Œuvres
- L'ADN du récit (2023), essai, éditions Vérone.
- Réflexions autour de la composition d'une image (2024), essai, éditions Vérone.